# Mister Loco (grupo)
Mr. Loco, también conocido como Mister Loco or Mr. Loco Band, es un grupo mexicano de rock, folk y pop psicodélico formado en 1975. Su obra es, mayoritariamente en inglés y, en menor medida, español.

## Historia
Mister Loco se compuso con integrantes pasados del grupo de rock & roll Los Locos Del Ritmo. Integrado por: Javier (Xavier) Garza Alarcón, Jorge García Castil, y Rafael Acosta. Si bien, Mister Loco se formó en 1975, sus integrantes estudiaron, los individualmente folklore latinoamericano y vanguardias durante los quince años y previos, combinando así, ritmos tradicionales con música popular. En 1975, destacaron en el World Popular Song Festival del Nippon Budokan enTokyo.

## Nacho Libre
En 2006, el grupo amenizó la Banda sonora de la película Nacho Libre dirigida por Jared Hess, con las canciones Hombre Religioso (Religious Man), Bubble Gum, Mister Loco y Papas.

## Discografía

### Álbumes
- Uno (1975)
- Lucky Man (1976)
- Sencillamente Nunca (1978)
- Dancing Loco Disco (como "Mr. Loco Loco")  (1979)
- Mystic (2007)

### Sencillos
- "Lucky Man" (1975, Mexico)
- "Bubble Gum" / "(Tu) Solo Tu (1976)
- "Mr Loco"
- "Religious Man"
- "Papas"
- "Religious Man" w/ Danny Elfman
- "Cancun Moon" (2007)
- "Rocking Mariachis" (2007)
- "Nacho Libre" (2007)
- "Sacred Secrets" (2007)